# خبق أوزبكي
خبق أوزبكي (الاسم العلمي: Chara uzbekistanica) هي نوع من النباتات يتبع جنس الكارا من فصيلة الكارية         .	